# كارلوس غونزاليس روميرو
كارلوس غونزاليس روميرو (بالإسبانية: Carlos González Romero)‏ هو مدرب كرة قدم تشيلي، ولد في 1960 في كورونل في تشيلي.